# Antonio Fratti
Antonio Fratti (Forlì, 15 maggio 1845 – Domokos, 17 maggio 1897) è stato un patriota, politico, avvocato e pubblicista italiano.

## Biografia
Attirato dalle idee repubblicane, fece parte dei volontari di Garibaldi, combattendo al suo fianco durante la terza guerra di indipendenza italiana nel Trentino nel 1866, a Mentana nel 1867 ed in Francia nel 1870.
Fu depositario del testamento di Guglielmo Oberdan che gliene fece consegna prima di votarsi al sacrificio. Laureato in legge, fu scrittore e poeta. Dopo aver pubblicato articoli su diversi giornali e dopo essere stato anche direttore de Il dovere di Roma, fondò La Rivista Popolare. Negli anni Settanta fu vicepresidente del Circolo Giuseppe Mazzini di Forlì.
Fratti fu uno dei protagonisti di diversi Congressi del Patto di fratellanza tra le società operaie, dopo esserne giunto, già nel 1882, nella Commissione direttiva.
Nel 1884 accorse a Napoli in soccorso alla città colpita dal colera.
Fu eletto deputato di Forlì dal 1892 al 1895, ed ancora nel 1897, opponendosi sempre alla politica di Crispi. Nel 1897 partecipò come volontario al seguito di Ricciotti Garibaldi nella guerra greco-turca al fianco dei Greci, rimanendo ucciso durante uno scontro tra Greci e Ottomani nel villaggio di Domokos, in Tessaglia. La sua salma fu traslata a Forlì nel 1902 per riposare nel Pantheon del cimitero cittadino. 

## Riconoscimenti
Giovanni Pascoli gli dedicò l'ode Ad Antonio Fratti. Lo studio fotografico Gian Battista Canè gli dedicò una foto su cartoncino, tipo "santino", alla memoria. 
Nel Pantheon, un busto del 1897 attribuito allo scultore Ettore Ferrari lo raffigura. 
A Pisa e a Perugia a lui è intitolata una strada.
A Città di Castello, nel loggiato pubblico di Palazzo Bufalini, si conserva un'epigrafe a lui dedicata e collocata nel 1900.

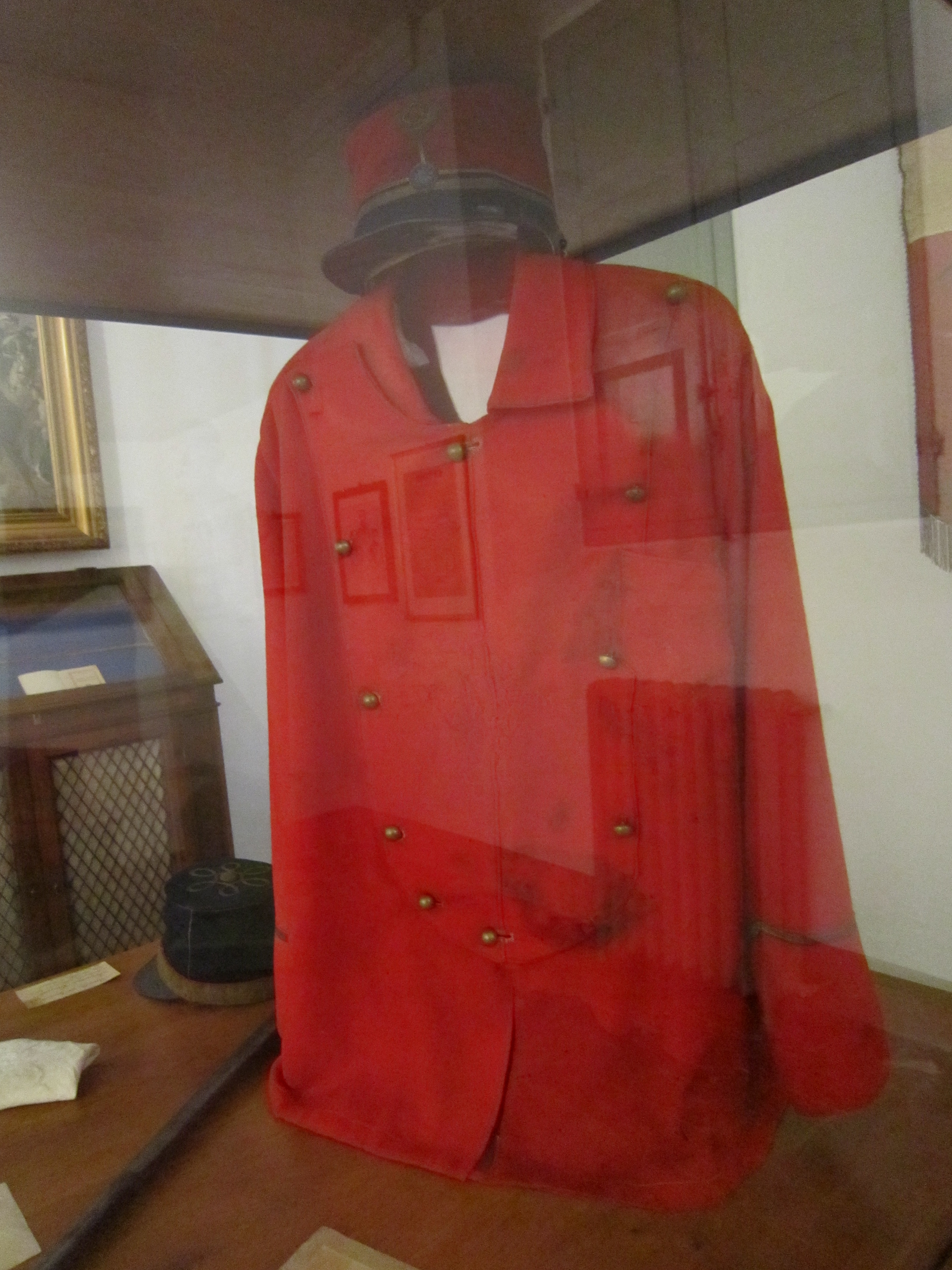
Divisa di Antonio Fratti recante traccia del suo sangue
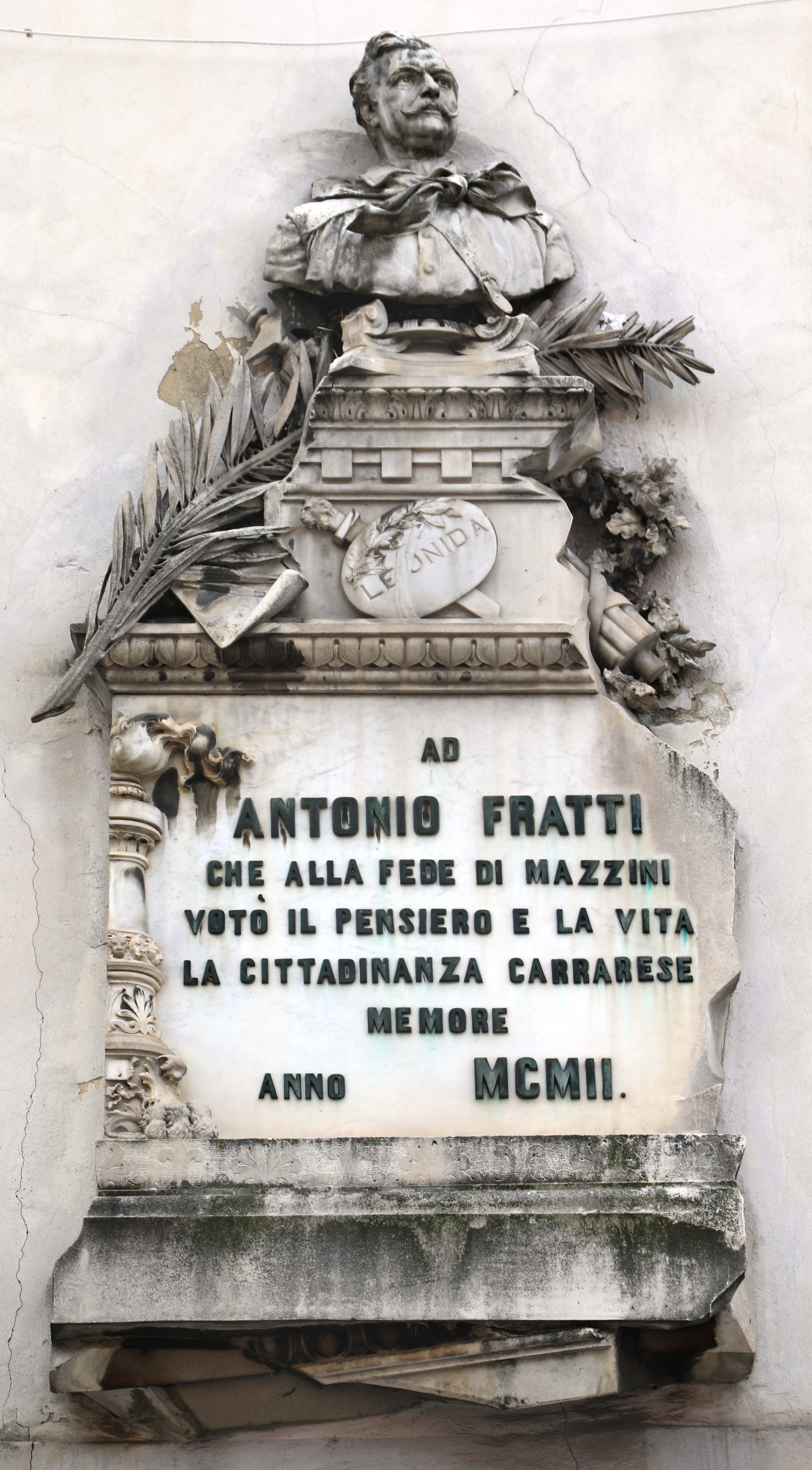
Monumento ad Antonio Fratti, Carrara, 1902
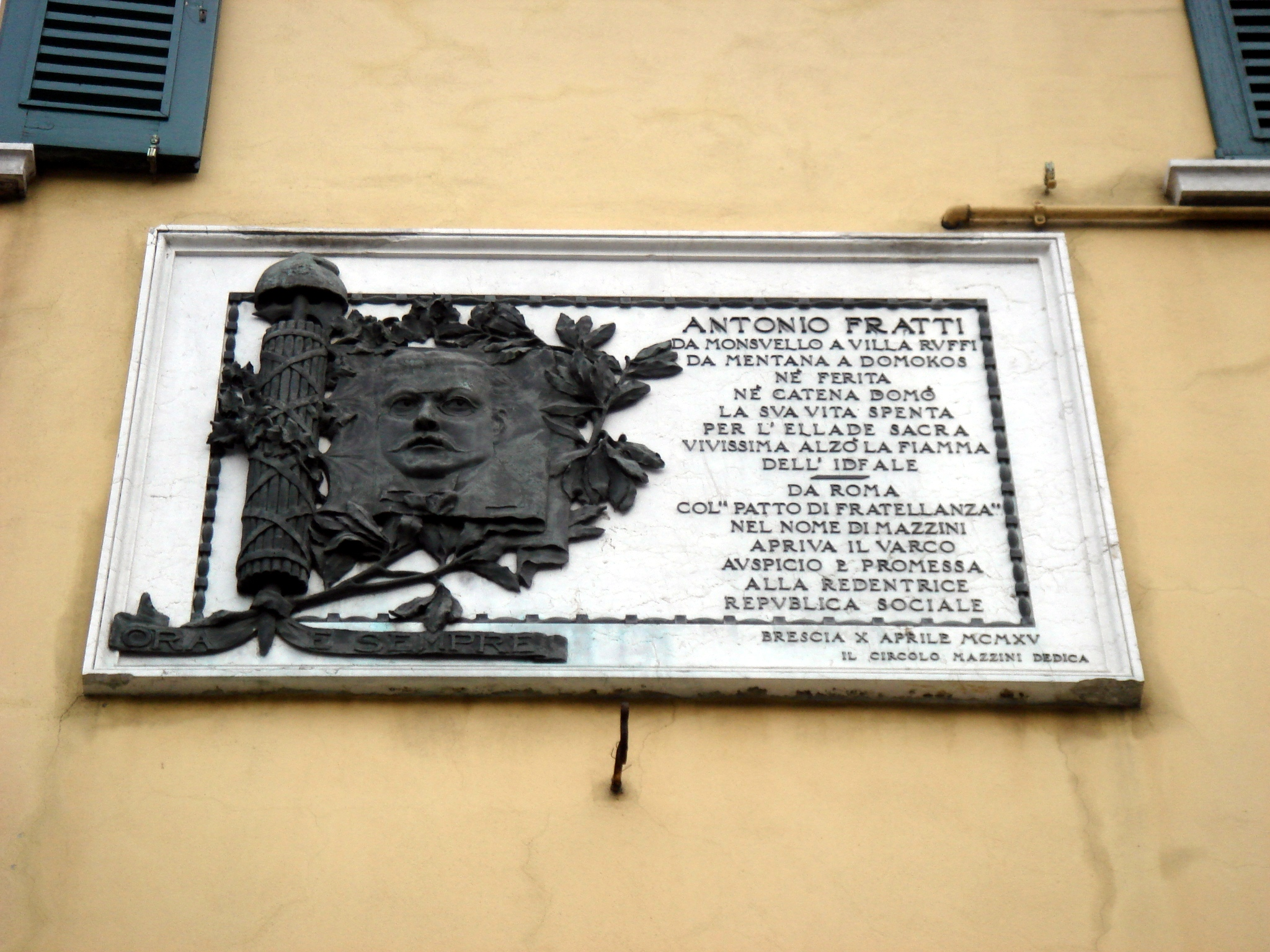
Lapide a Brescia